# Festival Yamaha Music
El Festival Yamaha Music, también conocido como World Popular Song Festival, fue un festival de la canción que se celebró en el Nippon Budokan de Tokio, Japón, entre los años 1970 y 1989. Por su importancia fue considerado por algunos como el "Eurovisión del Oriente".

## Ganadores
| Año  | País           | Artista                         | Canción                               |
| ---- | -------------- | ------------------------------- | ------------------------------------- |
| 1970 | Israel         | Hedva & David                   | "I Dream of Naomi"                    |
| 1971 | Francia        | Martine Clémenceau              | "Un Jour l'Amour"                     |
|      | Japón          | Tsunehiko Kamijo & Rokumonsen   | "Tabidachi No Uta"                    |
| 1972 | Reino Unido    | Capricorn                       | "Feeling"                             |
|      | Jamaica        | Ernie Smith                     | "Life is Just for Livin'"             |
| 1973 | Italia         | Gilda Giuliani                  | "Parigi a Volte Cosa Fa"              |
|      | Estados Unidos | Shawn Phillips                  | All the Kings and Castles             |
|      | Reino Unido    | Keeley Ford                     | "Head over Heels"                     |
| 1974 | Noruega        | Ellen Nikolaysen                | "You Made Me Feel I Could Fly"        |
| 1975 | México         | Mister Loco                     | "Lucky Man"                           |
|      | Japón          | Miyuki Nakajima                 | "Jidai (Time Goes Around)"            |
| 1976 | Italia         | Franco & Regina                 | "Amore Mio"                           |
|      | Japón          | Sandy                           | "Goodbye Morning"                     |
| 1977 | Reino Unido    | Rags                            | "Can't Hide My Love"                  |
|      | Italia         | Mia Martini                     | "Ritratto di donna"                   |
|      | Japón          | Masanori Sera and Twist         | "Anta no Ballade"                     |
|      | Turquía        | Ajda Pekkan                     | "À Mes Amours"                        |
| 1978 | Reino Unido    | Tina Charles                    | Love Rocks                            |
|      | Japón          | Hiroshi Madoka                  | "Musoubana (Fly on All the Way)"      |
| 1979 | Reino Unido    | Bonnie Tyler                    | "Sitting on the Edge of the Ocean"    |
|      | Japón          | Crystal King                    | "Daitokai (In the City of Strangers)" |
| 1980 | Estados Unidos | Mary MacGregor                  | "What's The Use"                      |
| 1981 | Cuba           | Osvaldo Rodríguez               | "Digamos Que Más Da"                  |
| 1982 | Canadá         | Céline Dion                     | Tellement j'ai d'amour...             |
| 1983 | Hungría        | Newton Family                   | "Time Goes By"                        |
| 1984 | Canadá         | France Joli                     | "Party Lights"                        |
| 1985 | Argentina      | Valeria Lynch                   | "Rompecabezas"                        |
| 1986 | Estados Unidos | Stacy Lattisaw                  | "Longshot"                            |
| 1987 | Australia      | Pseudo Echo                     | "Take on the World"                   |
| 1988 |                | Cancelado                       |                                       |
| 1989 |                | Sólo hubo un concierto benéfico |                                       |

## Participación española
Por España han concurrido los siguientes participantes:
| Año  | País   | Artista                | Canción                   |
| ---- | ------ | ---------------------- | ------------------------- |
| 1970 | España | Basilio                | Te quiero, te quiero      |
| 1971 | España | Donna Hightower        | If you hold my hand       |
| 1972 | España | Julián Granados        | Sunday morning            |
| 1973 | España | Sharine                | Little Bibi               |
| 1973 | España | Los Chaqueños          | El gringo y mi tierra     |
| 1975 | España | Guillermo Basterrechea | La cuna                   |
| 1976 | España | Miguel Pons            | No soy de aquí            |
| 1977 | España | Betty Missiego         | Me siento triste          |
| 1978 | España | Los Machucambos        | Último tren para Urubamba |
| 1979 | España | María Jiménez          | Sensación                 |
| 1980 | España | Eduardo Martí          | Caminando                 |
| 1982 | España | Braulio                | La más bella herejía      |
| 1984 | España | Paco Escudero          | Gipsy love (Amor gitano)  |

- En 1984 la canción Gipsy love iba a ser interpretada por Remedios Amaya pero a última hora fue sustituida por Paco Escudero porque la cantaora no admitió las condiciones que le imponían: no poderse llevar a sus palmeros ni a su guitarrista y cantar acompañada de una orquesta japonesa.